# Абтсбесинген
Абтсбесинген (њем. Abtsbessingen) општина је у њемачкој савезној држави Тирингија. Једно је од 50 општинских средишта округа Кифхојзер. Према процјени из 2010. у општини је живјело 532 становника. Посједује регионалну шифру (AGS) 16065001.

## Географија
Абтсбесинген се налази у савезној држави Тирингија у округу Кифхојзер. Општина се налази на надморској висини од 260 метара. Површина општине износи 14,1 km².

## Становништво
У самом мјесту је, према процјени из 2010. године, живјело 532 становника. Просјечна густина становништва износи 38 становника/km².